# Dienerinnen des Herrn und der Jungfrau Maria von Matará

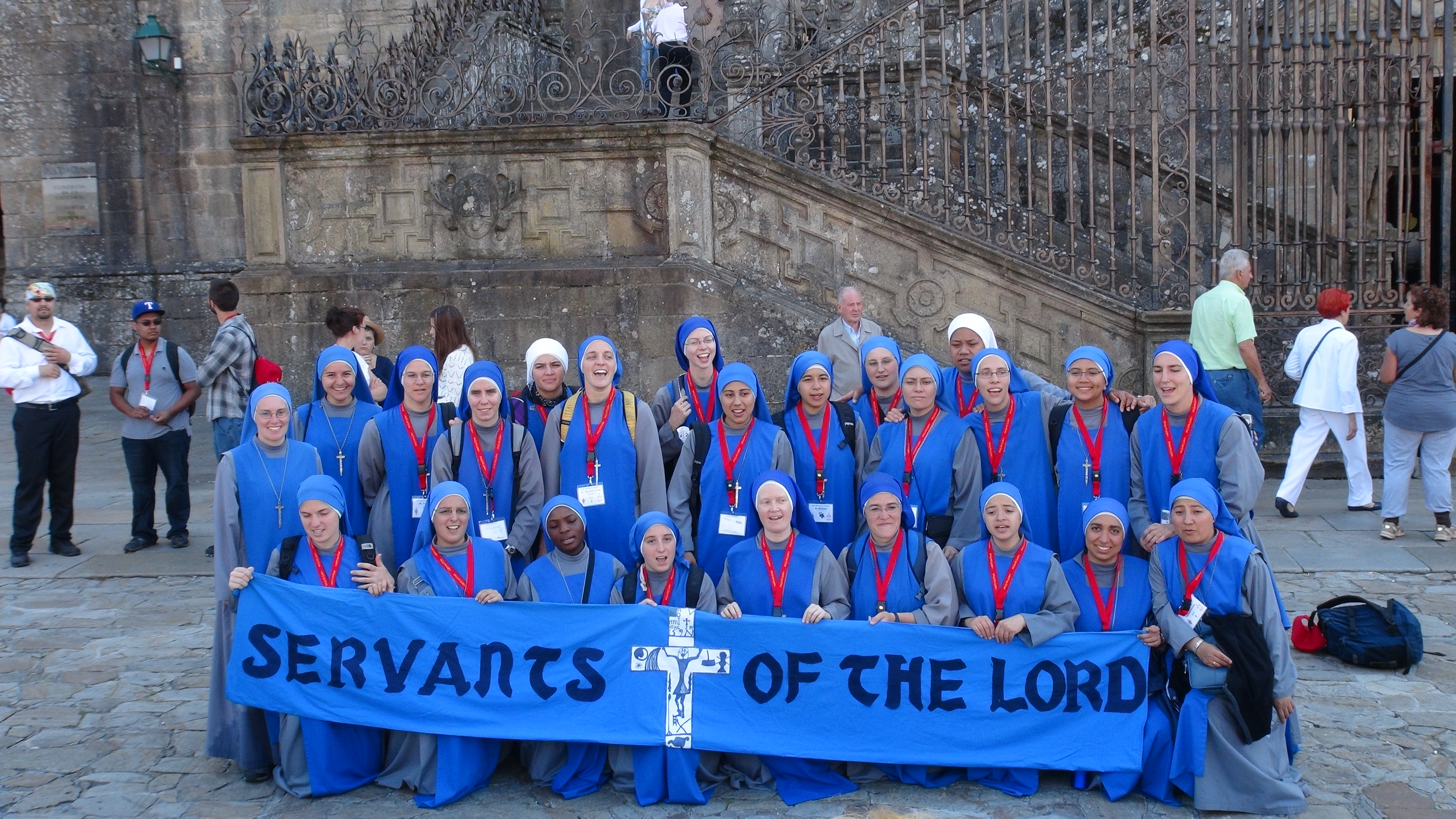
Mataráschwestern in Santiago de Compostela

Die Dienerinnen des Herrn und der Jungfrau Maria von Matará (Ordenskürzel: SSVM) sind auch unter der Bezeichnung Matará-Schwestern bekannt. Die Gemeinschaft wurde am 19. März 1988, dem Hochfest des hl. Josef, in Argentinien gegründet.

## Entwicklung
Die Kongregation wurde von dem aus Buenos Aires stammenden Diözesanpriester Carlos Miguel Buela 1988 in San Rafael in Argentinien als Teil der von ihm gestifteten Ordensfamilie vom fleischgewordenen Wort gegründet, zu der auch eine 1984 errichtete Ordensgemeinschaft für Männer (das Institut des fleischgewordenen Wortes, IVE) und ein Drittorden gehören. Die Mataráschwestern sind in zwei Zweige unterteilt: einen apostolisch tätigen und einen kontemplativen Zweig, die Anbetungsschwestern des kostbaren Blutes und die Dienerinnen des Herrn und der Jungfrau von Matará.
Im Juli 2007 gehörten dem Institut 624 Ordensschwestern an, davon 286 mit feierlichen Gelübden, 293 mit zeitlichen Gelübden und 45 Novizinnen. Dazu kamen 148 Anwärterinnen (Postulantinnen und Aspirantinnen). Die Schwestern sind auf vier Kontinenten in damals 25 Ländern tätig. Die Mitgliedszahl stieg bis 2010 an und liegt gegenwärtig bei über 1100 Schwestern, die in 35 Ländern wirken.
Wie erst im November 2015 in der Öffentlichkeit bekannt wurde, führten Missbrauchsvorwürfe innerhalb der Ordensfamilie bereits Anfang 2010 dazu, dass der Vatikan den Gründervater Buela als Haupt der Ordensfamilie absetzte und ein Kontaktverbot verhängte, sodass er die Schwestern offiziell nicht mehr besuchen und anleiten durfte. Bis zu den Ende 2015 gegen die Ordensleitung des männlichen Zweiges ergriffenen Maßnahmen der Ordenskongregation hielten sich die Gemeinschaften aber nicht konsequent an das Verbot. Öffentlich stellte die Ordensfamilie den Rückzug des Gründers lange Zeit als altersbedingten Ruhestand dar. In Wirklichkeit wurde er wegen psychologischen Missbrauchs und massiver, jahrzehntelang wiederholter sexueller Übergriffe gegenüber (volljährigen) Ordensangehörigen vom Priesteramt suspendiert und sollte sich auf Anordnung von Papst Franziskus bereits seit 2013 in einem Kloster in Spanien aufhalten, woran er sich aber nicht hielt. Im Sommer 2016 wurde zeitgleich mit dem vom Vatikan beaufsichtigten Austausch der männlichen Ordensleitung auch die Leitung des weiblichen Zweiges neu gewählt, die 18 Jahre lang in den Händen einer engen Vertrauten des Gründers gelegen hatte.
Im Januar 2025 stellte das Dikasterium für die Institute geweihten Lebens und für die Gesellschaften apostolischen Lebens die Gemeinschaft längerfristig unter die Aufsicht päpstlicher Delegaten. Die Matará-Schwestern werden von der Ordensfrau Clara Echarte geleitet, die Priester-Gemeinschaft Institut des fleischgewordenen Wortes von dem argentinischen Bischof José Antonio Satué Huerto. Sie sollen die Gemeinschaften vor allem in den Bereichen Ausbildung, Ordensdisziplin, Apostolat und Leitung begleiten.

## Spiritualität, Aufgabe, Erscheinungsbild
Die Ordensschwestern pflegen das Gebet und wirken in der karitativen und pastoralen Arbeit. Mit ihrer Lebensweise wollen sie an die Frauen erinnern, die Jesus Christus in seinem Leben und Tod begleiteten und schließlich unter dem Kreuz standen (Lukas 8,1-3 ). Daher sehen die Schwestern es als ihre besondere Aufgabe an, das Evangelium in die Welt zu tragen und junge Menschen dabei zu helfen, ihre Berufung zu finden. Sie widmen sich insbesondere der Verkündigung des Wortes Gottes in all ihren Formen. Sie sind im Rahmen von Volksmissionen, geistlichen Einkehrtagen, im Religionsunterricht und in Einrichtungen für Waisenkinder, Behinderte, Kranke und Senioren tätig. Außerdem veröffentlichen die Schwestern Bücher, Zeitschriften usw.
Die Schwestern tragen einen Habit mit einer grauen Tunika und einem blauen Skapulier. Die Schwestern, die die Profess abgelegt haben, tragen einen blauen Schleier, die Novizinnen einen weißen. Nach der feierlichen Profess tragen die Ordensfrauen einen Ring und das sogenannte Kreuz von Matará, das eine Nachbildung des aus dem Jahre 1594 stammenden Kreuzes und das älteste bekannte christliche Zeugnis Argentiniens ist.

## Ordensprovinzen, Niederlassungen und Missionsstätten
Die Ordensgemeinschaft ist in Ordensprovinzen, Niederlassungen, Delegationen und Missionsstationen gegliedert und auf der ganzen Welt verbreitet.

### Ordensprovinzen
- Italien
- Argentinien und Chile
- Peru
- Brasilien
- Vereinigte Staaten, Kanada und Guyana
- Ägypten, Tunesien, Palästina, Israel, Jordanien und Irak
- China, Taiwan und Philippinen

### Niederlassungen
- Ecuador, Superiorin
- Ukraine

### Delegationen
- Papua-Neuguinea
- Zentralasien, Tadschikistan und Kasachstan
- Spanien

### Missionsstationen in Europa
Missionsstationen in West-, Mittel- und Nordeuropa gibt es in den Niederlanden (in Heiloo, in Brunssum, in Den Haag und in Valkenburg) in Island, in Irland, in Litauen und in Luxemburg.

## Generalat
Die Generalkurie der Schwestern von Matará hat ihren Sitz in Rom. Generalsuperiorin war von 1998 bis 2016 die Niederländerin Sr. María de Anima Christi van Eijck. Beim IV. Generalkapitel der Kongregation wurde am 4. Juli 2016 die Argentinierin Sr. María Corredentora Rodríguez zu ihrer Nachfolgerin gewählt.